# Bình Quế, Hạ Châu
Bình Quế (tiếng Trung: 平桂区; bính âm: Píngguì Qū) là một khu (quận) thuộc thành phố Hạ Châu, Quảng Tây, Trung Quốc. Tháng 4 năm 2007, khu quản lý Bình Quế được phê chuẩn thành lập. Năm 2016, Quốc vụ viện Trung Quốc phê chuẩn thành lập khu Bình Quế trên cơ sở khu quản lý Bình Quế. Khu Bình Quế có diện tích 2022 km², tổng nhân khẩu là 520 nghìn người, thành phần dân tộc chủ yếu là người Hán, người Dao, người Tráng.

## Hành chính
- Nhai đạo: Tây Loan (西湾).
- Trấn: Hoàng Điền (黄田), Nga Đường (鹅塘), Sa Điền (沙田), Công Hội (公会), Thủy Khẩu (水口), Vọng Cao (望高), Dương Đầu (羊头).
- Hương dân tộc Dao Đại Bình (大平瑶族乡)